# Caprella
Genre
Caprella est un genre de crustacés amphipodes marins de la famille des Caprellidae.

## Liste d'espèces
Selon BioLib (10 juillet 2018) :
- Caprella acanthifera Leach, 1814
- Caprella andreae Mayer, 1890
- Caprella danilewskii Czerniavski, 1868
- Caprella dilatata Kroyer, 1843
- Caprella equilibra Say, 1818
- Caprella grandimana Mayer, 1882
- Caprella hirsuta Mayer, 1890
- Caprella lilliput Krapp-Schickel & Ruffo, 1987
- Caprella linearis (Linnaeus, 1767)
- Caprella liparotensis Haller, 1879
- Caprella mitis Mayer, 1890
- Caprella mutica Schurin, 1935
- Caprella penantis Leach, 1814
- Caprella rapax Mayer, 1890
- Caprella telarpax Mayer, 1890